# انگلند (آرکانزاس)
انگلند (آرکانزاس) (به انگلیسی: England, Arkansas) یک شهر در ایالات متحده آمریکا با جمعیت ۲٬۹۷۲ نفر است که در آرکانزاس واقع شده‌است.

## موقعیت جغرافیایی
موقعیت جغرافیایی شهرها و مناطق اطراف به شرح زیر است: